# Myrmarachne parallela
Myrmarachne parallela là một loài nhện trong họ Salticidae.
Loài này thuộc chi Myrmarachne. Myrmarachne parallela được Johan Christian Fabricius miêu tả năm 1798.